# Iliya Valov
Iliya Valov (en búlgaro: Илия Вълов; Knezha, 29 de diciembre de 1961-Vratsa, 13 de julio de 2024) fue un futbolista y entrenador de fútbol búlgaro que jugó en la posición de guardameta. Era el padre del también futbolista Valentin Iliev.

## Carrera

### Club
| Periodo   | Club                  | Apariciones | Goles |
| --------- | --------------------- | ----------- | ----- |
| 1980–1988 | FC Botev Vratsa       | 180         | 0     |
| 1988-1990 | PFC CSKA Sofia        | 46          | 0     |
| 1990      | PFC Lokomotiv Sofia   | 15          | 0     |
| 1990-1991 | FC Berlin             | 17          | 0     |
| 1991-1992 | Austria Wien          | 8           | 0     |
| 1992      | PFC Dobrudzha Dobrich | 12          | 0     |
| 1992–1994 | Karşıyaka SK          | 54          | 0     |
| 1994–1995 | Denizlispor           | 29          | 0     |

### Selección nacional
Jugó para Bulgaria en 31 ocasiones de 1983 a 1990 y participó en la Copa Mundial de Fútbol de 1986.

### Entrenador
Dirigió al FC Botev Vratsa de 1999 a 2002.